# Referéndum constitucional de Venezuela de 2007

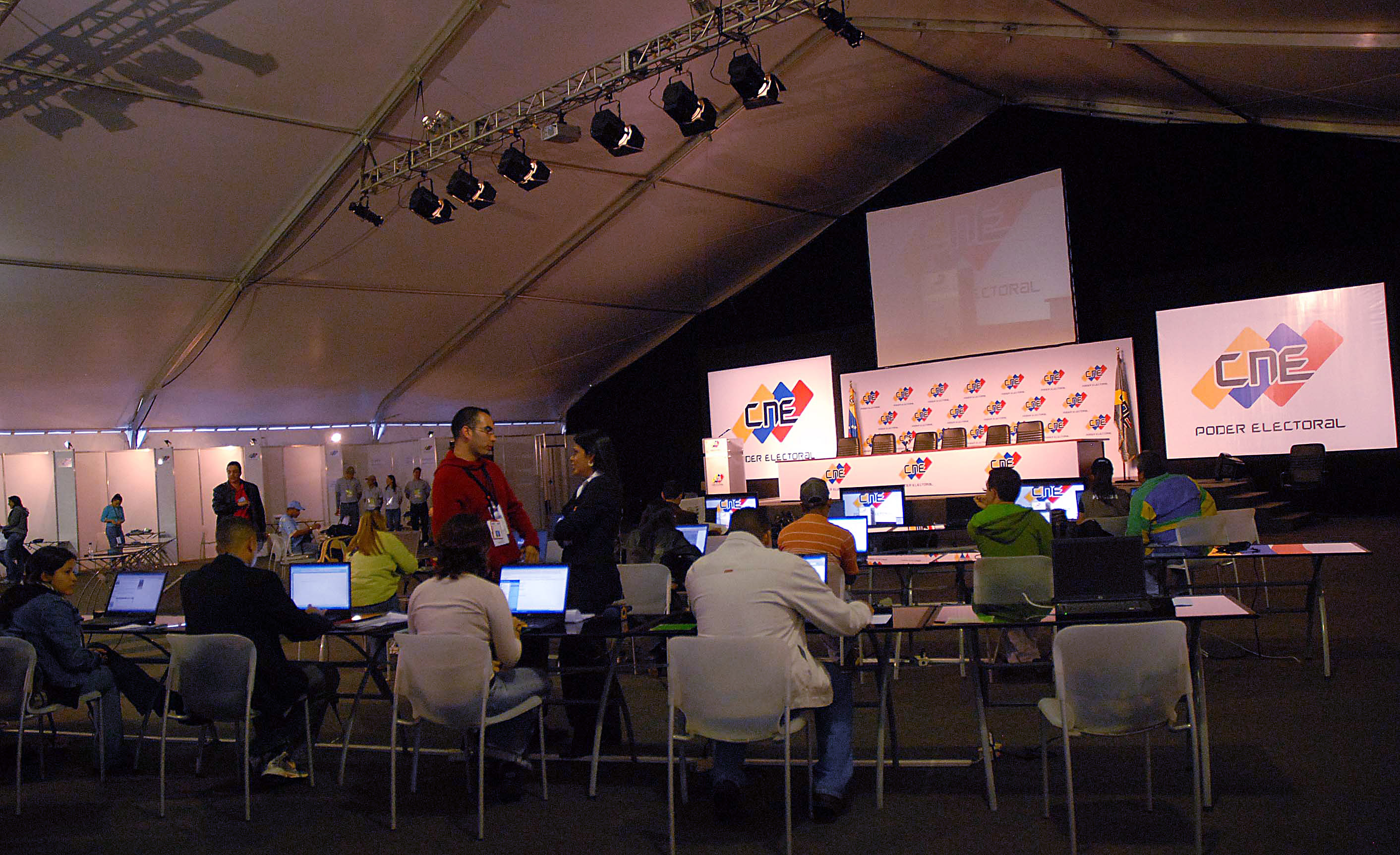
Preparativos para la elección.

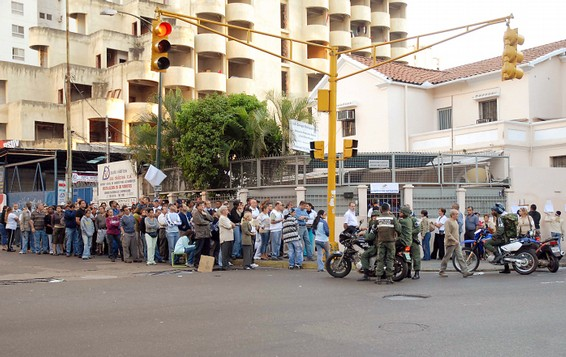
Personas esperando para votar en Caracas.

El referéndum constitucional de Venezuela de 2007 fue una propuesta sin éxito hecha inicialmente por el presidente venezolano Hugo Chávez y luego ampliada por la Asamblea Nacional de Venezuela con el objetivo de modificar 69 artículos de la Constitución de 1999, entre los cuales estaba el de conformar a Venezuela como Estado socialista. Esta propuesta perdió el referéndum.
Surge el 12 de agosto de 2006, cuando el entonces presidente Hugo Chávez inscribe su candidatura para las elecciones presidenciales de 2006. Sin embargo, se oficializa el 15 de agosto de 2007 presentando 33 artículos ante la Asamblea Nacional la cual es la encargada de discutirla y una vez es sancionada debe remitirla al Consejo Nacional Electoral (CNE).
Este organismo recibió el proyecto el 2 de noviembre de 2007, por lo cual según lo que establece la carta política en el artículo 344 debe convocar a referendo en un plazo no mayor de 30 días luego de ser sancionado el Proyecto. Este fue presentado al pueblo soberano de Venezuela en dos bloques de artículos, cada uno con las opciones "SÍ" y "NO" para reflejar la aceptación o negación del electorado ante la solicitud de reforma. El referendo se efectuó exactamente un mes después el 2 de diciembre de 2007 y de acuerdo con los escrutinios del Poder Electoral los electores no admitir los cambios solicitados a la constitución en ninguno de los dos bloques presentados, rechazando así la propuesta. Esta sería la primera derrota electoral del oficialismo.
El total de votos válidos fue de 8.883.746, mientras que los nulos llegaron a 118.693. El total de votos escrutados ascendió a 9.002.439, lo que indica una abstención del 44.11%. Sin embargo, varios académicos señalan que tomando como ciertos los datos del CNE se recuerda que en el 88,76% de las actas totalizadas estaban inscritos para votar 14.299.478 electores (16.109.664 menos 1.810.186 electores no totalizados). Considerando que el total de votos escrutados fue de 9.002.439, entonces 5.297.039 electores no ejercieron el derecho al voto. En este caso, la abstención del primer boletín debió ser de 37,04% y no de 44,1%.

## Resultados oficiales

### Primer boletín
El resultado oficial preliminar del Proyecto de Reforma Constitucional se dio a conocer a la 1:07 a. m. del 3 de diciembre de 2007 por la presidenta del CNE Tibisay Lucena indicando que “al analizar las transmisiones realizadas hasta el momento se determinó y se comprobó que es una tendencia que no es reversible. Es decir, que la votación se mantendrá con las actas aún faltantes y la tendencia se mantiene”.
| Bloque | Opción Sí       | SI     | Opción No       | NO     |
| ------ | --------------- | ------ | --------------- | ------ |
| A      | 4.230.699 votos | 49,29% | 4.504.354 votos | 50,70% |
| B      | 4.335.136 votos | 48,94% | 4.522.332 votos | 51,05% |

|                       | Cifra      | %      |
| --------------------- | ---------- | ------ |
| Censo electoral       | 16.109.664 | 100%   |
| Total votos           | 9.002.439  | 55.89% |
| Total votos válidos   | 8.883.746  | 98,68% |
| Total votos inválidos | 118.693    | 1,32%  |
| Abstención            | 7.107.225  | 44.11% |

### Segundo boletín
Luego de 5 días del primer reporte la presidenta del Consejo Nacional Electoral Tibisay Lucena dio a conocer en rueda de prensa los resultados del segundo boletín aclarando que aún son resultados parciales con el 94% de las actas escrutadas y que son irreversibles pese a que faltan por contabilizar 2 mil actas.
La brecha entre las opciones del Sí y el No a la reforma constitucional en el referendo del 2 de diciembre, se redujo a 116 mil 868 votos (de 124 mil 962 iniciales) en el Bloque A y a 179 mil 693 votos (de 187 mil 196) del Bloque B.
La presidenta del organismo comicial, Tibisay Lucena, informó que con 94% de la transmisión el rechazo a la reforma constitucional alcanzó 4 millones 521 mil 494 votos (50,65%) en el Bloque A, frente a 4 millones 404 mil 626 (49,34%) sufragios a favor del Sí. Ratificó que la tendencia es “irreversible” aunque faltan 2 mil actas (equivalentes a aproximadamente 200 mil personas habilitadas para votar)
| Bloque | Opción Sí       | SI     | Opción No       | NO     |
| ------ | --------------- | ------ | --------------- | ------ |
| A      | 4.404.626 votos | 49,34% | 4.521.494 votos | 50,65% |
| B      | 4.360.014 votos | 48,99% | 4.539.707 votos | 51,01% |

### Actas restantes
El reporte definitivo de la votación con el 100% de las actas aún no se ha publicado. Oficialmente, faltan poco menos de dos mil actas por escrutar (lo que representa un 6% de las actas totales), de las cuales mil corresponden a centros de votación manuales y las otras mil a centros automatizados sin factibilidad transmisión, lo que representa un aproximado de 200 mil personas habilitadas para votar, al ser consultada la presidenta del CNE sobre si esas actas modificarían el resultado al representar teóricamente 200 mil electores siendo la diferencia menor entre el sí y el No de 116.868 votos respondió que, Los 200 mil electores a los que se refiere es el total de ciudadanos habilitados para sufragar en las mesas que no han sido contabilizadas, y se infiere que el comportamiento de la abstención en estas mesas es similar al cómputo general que ubica la deserción de electores en 43,85%. El 7 de diciembre Tibisay Lucena declara que los resultados del segundo boletín, con 94% de las actas escrutadas, son los resultados finales.

## Posturas políticas
Existieron tres posturas políticas respecto al Proyecto de Reforma Constitucional:
- La oficialista que defendía la opción del Sí, respaldada por 16 organizaciones políticas encabezadas por el Partido Socialista Unido de Venezuela a través de los Batallones Socialistas por la Reforma Constitucional, Patria Para Todos, Partido Comunista de Venezuela, Movimiento de Conciencia de País, Movimiento Liberal Unido, Partido Socialista Organizado en Venezuela, Movimiento Bastión Revolucionario 200 4-F, Movimiento Social de Participación Nacional, La Llama de Venezuela, Organización Nacional Independiente, Dignidad Patriótica, Redes de Respuestas de Cambios Comunitarios, Juventud Organizada de Venezuela, Activo Movimiento Ambiental de Ordenación Sustentable, Juventud Unida en Acción Nacional con Bimba y PIEDRA.[9] Además se encuentran apoyando la opción del Sí movimientos estudiantiles de algunas universidades públicas y privadas venezolanas, aunque no están inscritos formalmente ante el CNE;
- La opositora que defendió la opción del No, respaldada por 19 organizaciones políticas encabezadas por Un Nuevo Tiempo, Primero Justicia, Podemos, COPEI, Movimiento al Socialismo, La Causa R, Movimiento Republicano, Democracia Renovadora, Unión Republicana Democrática, Fuerza Liberal, Movimiento de Integridad Nacional-Unidad, Visión Venezuela, Independientes con Visión de Futuro, Poder Laboral, Un Solo Pueblo, Proyecto Venezuela, Solidaridad Independiente[9] además de Acción Democrática y Bandera Roja que en un principio llamaron a abstenerse de participar en el proceso y luego decidieron sumarse a la opción del No.[10] Otro de los grupos relevantes es el de los movimientos estudiantiles de algunas universidades públicas y privadas del país, aunque no están inscritos formalmente ante el CNE;
- La opositora abstencionista que llamó a no votar por ninguna de las opciones e impedir la realización del mismo[11] por considerar que el proceso sería fraudulento, los partidos políticos que sostuvieron la postura abstencionista fueron Acción Democrática y Bandera Roja (pese a estar inscritos en el bloque del No), así como Alianza Bravo Pueblo, Alianza Popular y el Comando Nacional de la Resistencia, pero cinco días antes de la realización del referendo decidieron apoyar la opción del No.

## Campaña

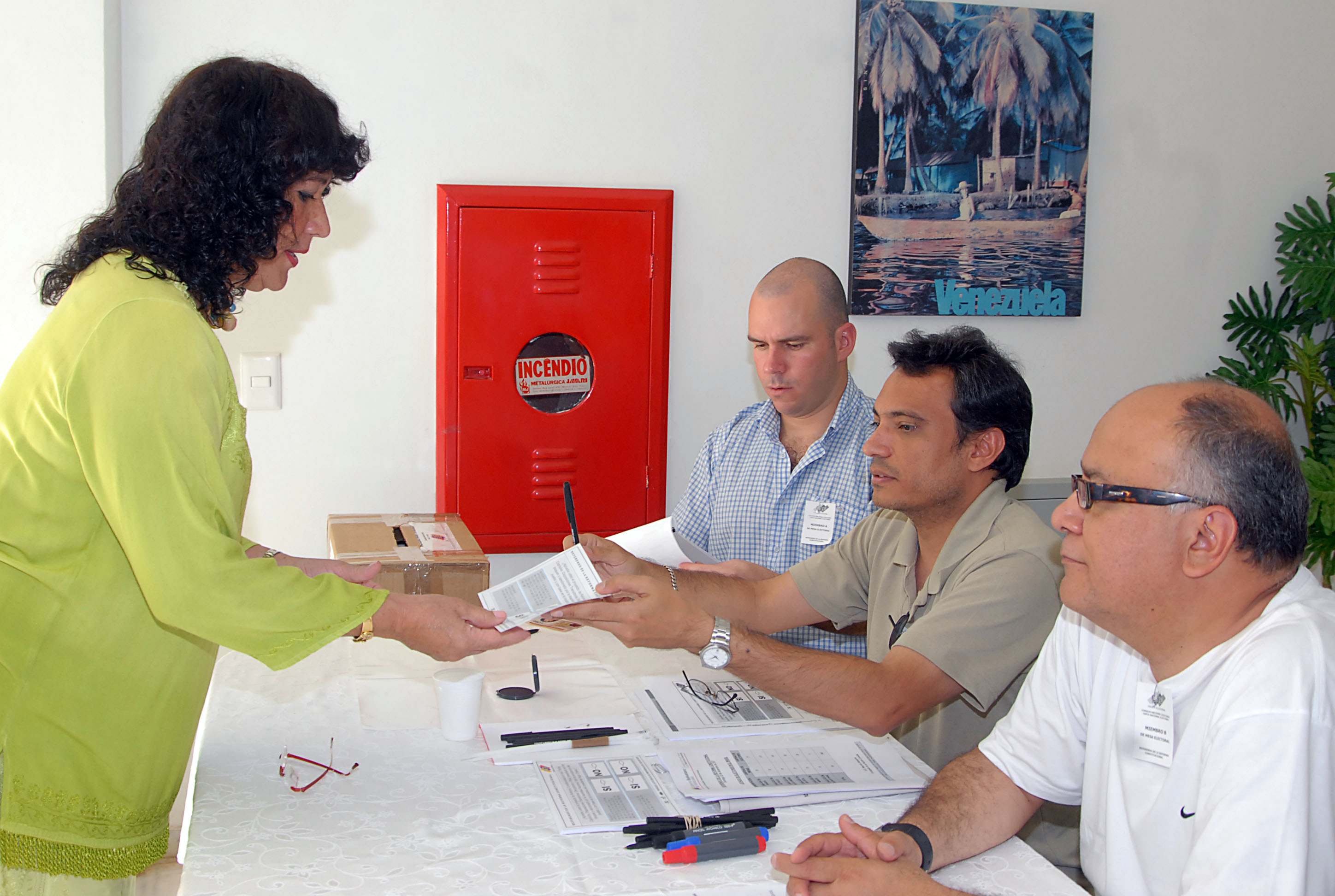
Una mujer venezolana residente en Brasil emitiendo su voto en la Embajada de Venezuela.

La campaña política sobre el Proyecto de Reforma Constitucional se inició el 4 de noviembre de 2007 y culminó a las 6:00 a. m. del 1 de diciembre, la propaganda en los medios de alcance nacional fue regulada por el Consejo Nacional Electoral de Venezuela (CNE), este en un principio se encargaría de asumir la totalidad de los costos en televisión abierta, radio y prensa nacional. ante la petición de extender el límite de tiempo de las opciones del Sí y el No en medios de comunicación se aprobó que los bloques tendrían dos minutos adicionales para la propaganda en televisión, cuatro minutos en radio, así como una página en medios tabloides y media página en estándar, todo lo adicionado pagado con los propios recursos de los comandos de campañas. Por otra parte los comandos de campañas se encargaron de los gastos en las televisoras regionales, internacionales y cualquier otro medio de comunicación.
El 24 de octubre el CNE decide convocar a un debate nacional sobre la reforma constitucional, luego el 9 de noviembre el bloque del No propone debatir en cadena nacional de radio y televisión en vivo dividiendo el proyecto de reforma en cuatro temas: reelección continua, nueva geometría del poder, nuevo sistema económico y financiero y la Fuerza Armada Nacional; la reuniones se sostuvieron entre representantes del bloque del No y los partidos PPT y PCV representantes del bloque del Sí. El 13 de noviembre el CNE decide  suspender el debate nacional.

### Campaña por la opción del Sí

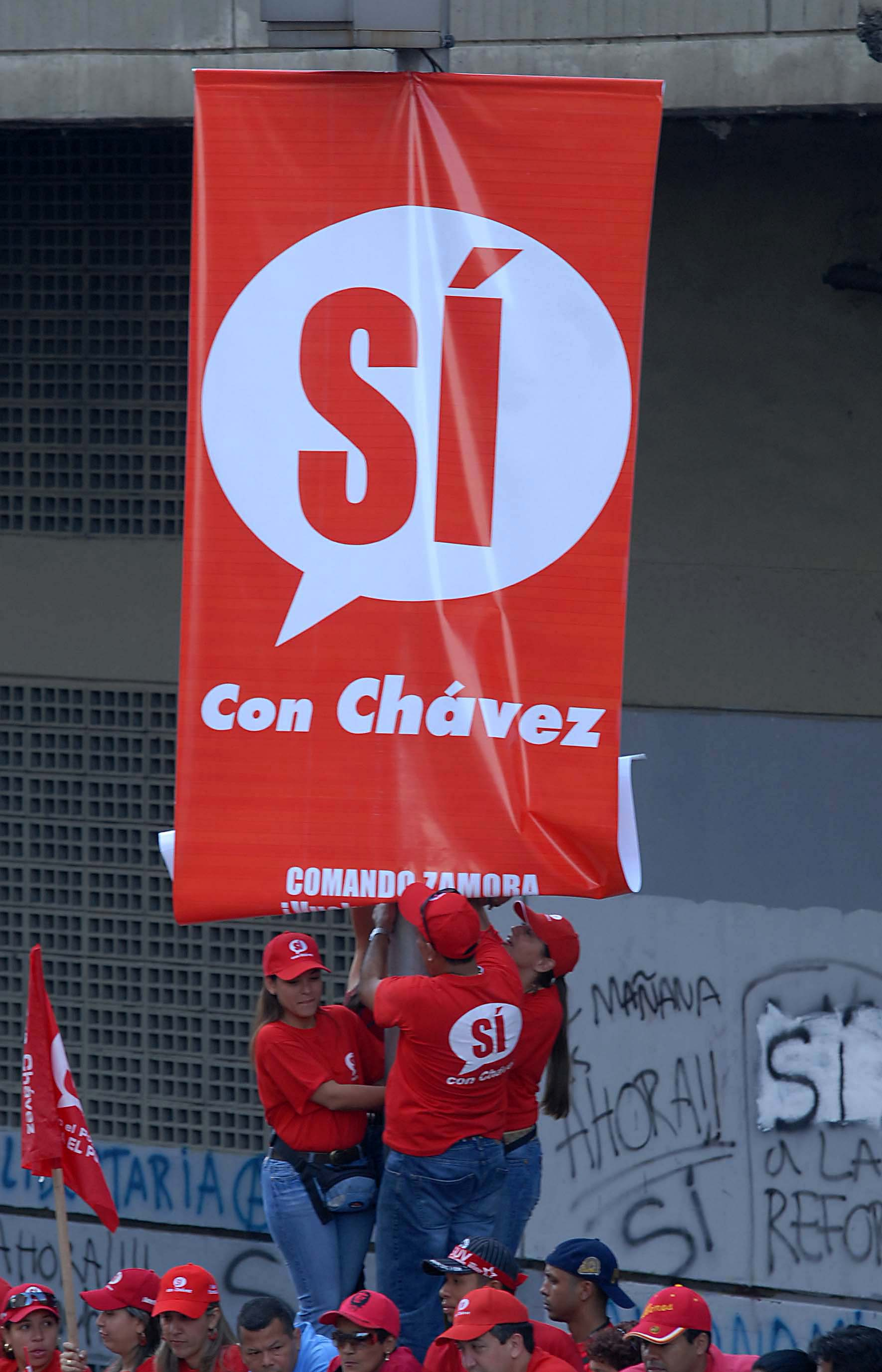
Cartel a favor de la reforma venezolana.

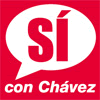
Logo de la campaña del SÍ, a favor de la reforma.

La campaña por el Sí se inició el 4 de noviembre de 2007 con una marcha en Caracas en apoyo a la propuesta en la cual Hugo Chávez como defensor del Sí estableció las bases organizativas y de coordinación del Comando Zamora para la campaña electoral, en ella se dio a conocer el símbolo del Sí con fondo blanco y letras rojas con las palabras "Si con Chávez", además de un sub eslogan que dice "Porque el pueblo, de que sabe, sabe". La reforma es poder eterno para el pueblo". En días posteriores se realizaron caravanas en apoyo al Sí en las ciudades de Mariara, Barquisimeto, Barcelona, Puerto La Cruz, Valencia y Maracaibo.
Una de las principales críticas al Proyecto de Reforma Constitucional era la propuesta del presidente Hugo Chávez de aumentar el período presidencial de seis a siete años y permitir la reelección continua. La unidad elemental de la campaña por el Sí estuvo compuesta por "Bataso" acrónimo de batallones socialistas los cuales se encargaron de áreas definidas para informar a la población sobre el proyecto, convencer a los indecisos y además ser los encargados de tres mesas electorales el día de la votación.
Las concentraciones en favor del bloque del Sí se realizaron con marchas, caravanas y reuniones en centros de espectáculos cerrados, entre ellos el Estadio Pachencho Romero, el Fórum de Valencia y el Estadio Metropolitano de Mérida, entre otros. Durante las últimas dos semanas antes de realizarse el referendo la campaña por el Sí se centró en la imagen de Chávez, en ella se referían a aquellos que votaran por la opción contraria como una traición a Chávez. El acto de cierre se realizó en la avenida Bolívar de Caracas, en donde Hugo Chávez indicó que quien vota por la opción del "No", lo estaría haciendo por George W. Bush, mientras que quienes votasen por la opción "Sí", lo harían por él.

### Campaña por la opción del No

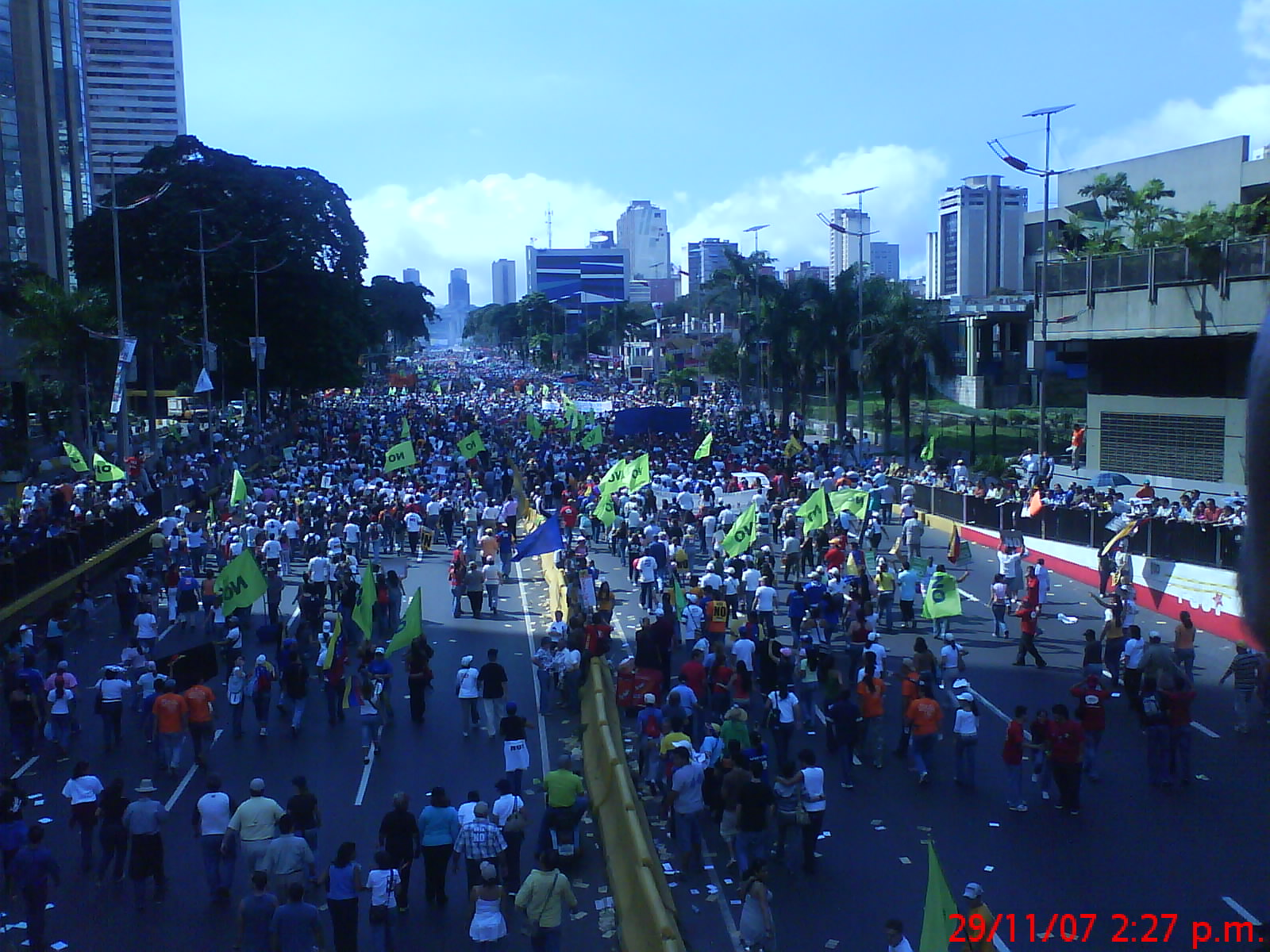
Cierre de Campaña por el No.

La campaña oficial por el No defendió seis de los aspectos que critican del Proyecto de Reforma Constitucional, en los mensajes de sus propagandas utilizaron la pregunta "¿Sabes qué esconde la Reforma Constitucional?" y posterior a ello explicaban los artículos a los que se oponían además utilizaron la frase "No dejes que te metan gato por liebre" en sus cortes propagandísticos, sin embargo, la campaña se caracterizó por la falta de una imagen unificada y algunas organizaciones utilizaron el color distintivo de su partido, en el caso de Primero Justicia inició su campaña con propagandas de color amarillo con letras negras con las palabras "Así No", Un Nuevo Tiempo hizo lo propio con letras blancas sobre fondo rojo y azul, el partido Podemos utilizó los colores vinotinto y blanco con las palabras "Con esta reforma mejor No, por la patria", mientras que el MAS utilizó el color naranja con la palabra No y otros grupos utilizan el mismo símbolo que utilizaron las organizaciones pro-Chávez en el referendo de 2004 por el No en letras rojas.
Los argumentos del bloque del No para rechazar el Proyecto de Reforma Constitucional se centraron en el hecho que al asumir el Estado como socialista, ya que según ellos se impedirían las diferentes opciones ideológicas en democracia y además consideraron que debido al carácter de cambio "radical" en ese proyecto se debía convocar a una Asamblea Nacional Constituyente y no a una reforma.
Además, criticaron el control que el presidente tendría sobre las reservas internacionales y la eliminación de la autonomía del Banco Central de Venezuela. El poder estatal de tomar activos de empresas privadas sin órdenes judiciales es otra de las propuestas en la reforma a las que se opone la oposición.
El partido MAS denunció que el CNE impidió la transmisión el primer día de campaña de dos propagandas por televisión que habían sido hechas por el partido Un Nuevo Tiempo, el organismo electoral anunció que este partido no estaba inscrito en el bloque por el No. Sus concentraciones se realizaron con marchas en las ciudades de Caracas, Maracaibo y San Cristóbal promovidas principalmente por Un Nuevo Tiempo, Primero Justicia, Copei y el MAS. La campaña por el No cerró con una marcha en la Avenida Bolívar de Caracas convocada por sectores estudiantiles opuestos a la reforma y apoyada por los partidos que conforman el bloque del No.

## Propuestas para la Reforma Constitucional 2007

### Propuesta elaborada por Hugo Chávez

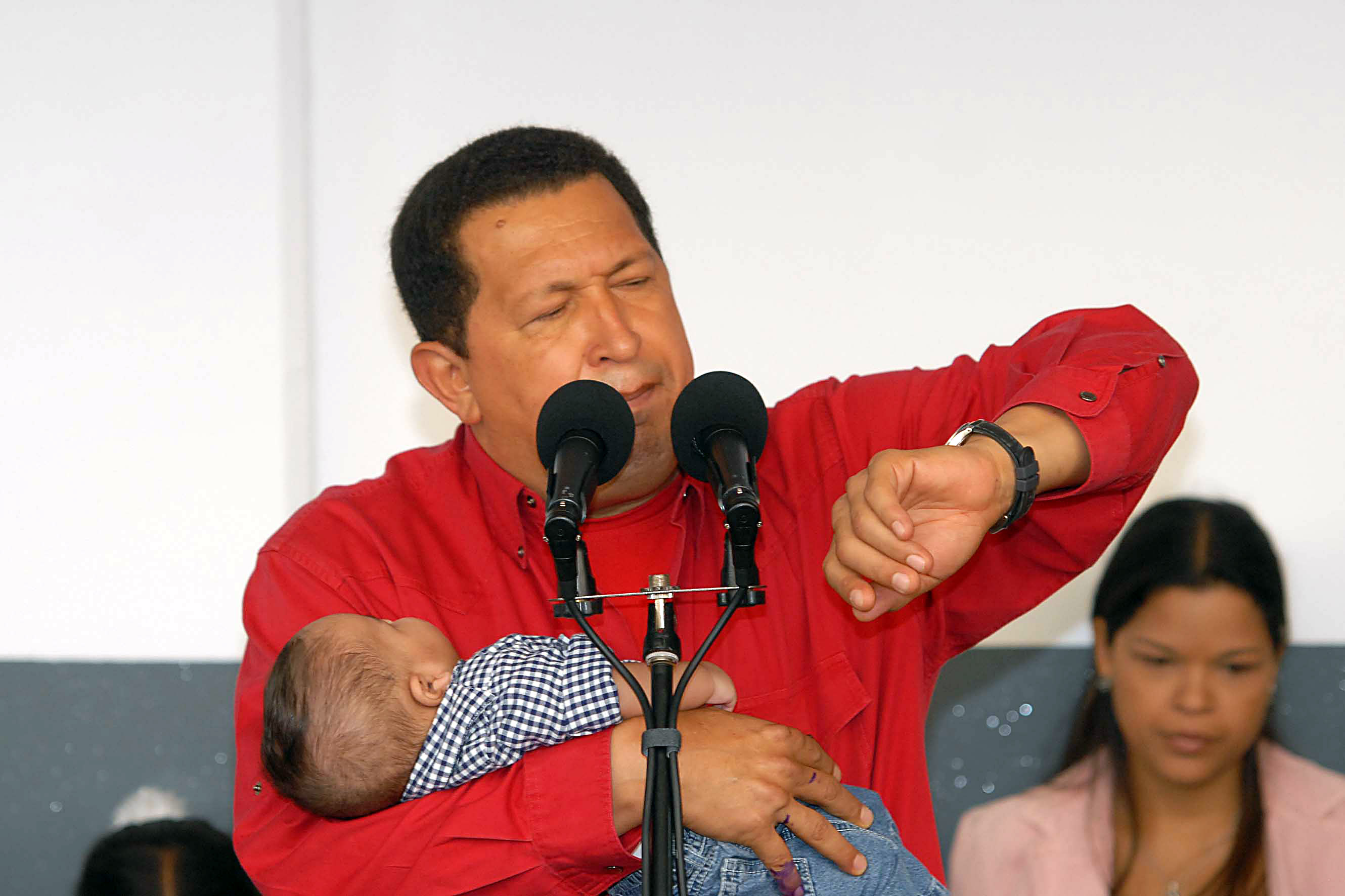
Hugo Chávez, dando sus declaraciones luego de emitir su voto, sosteniendo a su nieto.

- Artículo 11: Sobre la soberanía de la República. Establece la posibilidad de que el presidente de la República pueda decretar Regiones Estratégicas de Defensa en cualquier parte del espacio geográfico nacional a fin de garantizar la soberanía, además podrá decretar autoridades especiales de contingencia en caso de desastres o cualquier otra situación que requiera la intervención inmediata y estratégica del Estado.

- Artículo 16: Sobre la conformación del territorio nacional. Aparece como unidad política primaria la ciudad, la cual estará integrada por comunas "células sociales del territorio", las cuales a su vez estarán conformadas por las comunidades, "cada una de las cuales constituirá el núcleo territorial básico e indivisible del Estado Socialista Venezolano", definición esta última que no se encontraba en la anterior constitución. El Presidente de la República podrá decretar regiones marítimas, territorios federales, municipios federales, distritos insulares, provincias federales, ciudades federales y distritos funcionales, previa aprobación de la Asamblea Nacional. Así mismo, el presidente de la República designará y removerá las autoridades respectivas, por un lapso máximo que establecerá la ley. Se restablece la figura del Distrito Federal que había desaparecido en 1999 por la del Distrito Capital.

- Artículo 18: Sobre la capital de la República y demás ciudades. Se propone que el Estado venezolano desarrolle una política integral para articular un Sistema Nacional de Ciudades que coordine políticas entre los Poderes Nacional, Estadal, Municipal y Popular, este último un nuevo poder.

- Artículo 67: Sobre las asociaciones de carácter político. Propone una selección paritaria entre candidatos de sexo masculino y de sexo femenino. Permite el financiamiento por parte del Estado a las actividades políticas y prohíbe el financiamiento de las organizaciones políticas por parte de entidades extranjeras.

- Artículo 70: Sobre los medios de participación para la construcción del socialismo. Añade a los Consejos del Poder Popular — consejos comunales, consejos de trabajadores, consejos campesinos, etcétera — como medio de participación y protagonismo del pueblo.

- Artículo 87: Sobre el derecho al trabajo. Crea el Fondo de Estabilidad Social para Trabajadores y Trabajadoras por Cuenta Propia, que brinda jubilaciones, pensiones, vacaciones, reposos y otros a los trabajadores no dependientes.

- Artículo 90: Sobre la jornada laboral. Reduce la jornada laboral máxima diurna de 8 horas diarias o 44 horas semanales a 6 horas diarias o 36 horas semanales. Además reduce la jornada laboral máxima nocturna de 7 horas diarias o 35 horas semanales a 6 horas diarias o 34 horas semanales.

- Artículo 100: Sobre la venezolanidad. Aclara en su introducción el reconocimiento de la República al mestizaje de sus ciudadanos.

- Artículo 112: Sobre las actividades económicas. Modifica el llamado a la promoción de la propiedad privada por la promoción del desarrollo de empresas y unidades económicas comunales, estatales y mixtas con el sector privado.

- Artículo 113: Sobre los monopolios. Prohíbe los monopolios del sector privado. Reserva para el estado los recursos naturales y la prestación de servicios públicos vitales, ya sea directamente, mediante empresas de su propiedad o con empresas mixtas y similares.

- Artículo 115: Sobre las formas de propiedad. Establece cinco formas de propiedad: propiedad pública, propiedad social, propiedad colectiva, propiedad mixta y propiedad privada. Permite la utilización por parte del Estado de bienes expropiados, por utilidad pública o interés social, mientras dure el proceso judicial. Se suprime la palabra "disfrute" sobre el derecho de propiedad de las personas (naturales o jurídicas) por ser redundante con la palabra "goce".

- Artículo 136: Sobre el Poder Público. Añade al Poder Público un nuevo poder, el Poder Popular, el cual se expresa por democracia directa en los Consejos del Poder Popular.

- Artículo 141: Sobre la Administración Pública. Institucionaliza a las misiones y las añade a la Administración Pública.

- Artículo 156: Sobre la competencia del Poder Público Nacional. Se actualiza el artículo según el artículo 16. Centraliza la recaudación de impuestos. Además se le atribuye al Poder Público Nacional la promoción, organización y registro de los Consejos del Poder Popular y la gestión y administración de la economía nacional.

- Artículo 158: Sobre la política nacional del Estado. Se reemplaza a la descentralización como política nacional por la promoción de la participación protagónica del pueblo.

- Artículo 167: Sobre los ingresos de los estados. Se modifica el situado constitucional de un máximo del 20% total de los ingresos a un mínimo del 25% de los ingresos, asignándole de esa forma un porcentaje superior del presupuesto a los estados. Establece un transferencia mínima del 5% de los ingresos a los consejos comunales y demás entes del Poder Popular.

- Artículo 168: Sobre los municipios. Se le da participación a los Consejos del Poder Popular dentro del ámbito de las competencias de los municipios.

- Artículo 184: Sobre la descentralización de los municipios. Se actualiza el artículo para añadir a los consejos comunales.

- Artículo 185: Sobre el Consejo Federal de Gobierno. Pasa a llamarse Consejo Nacional de Gobierno. Pasa de ser presidido por el presidente e integrado por los Vicepresidente, los Ministros y los Gobernadores, el presidente podrá convocar Alcaldes y voceros del Poder Popular.

- Artículo 225: Sobre la conformación del Poder Ejecutivo. El cargo de Vicepresidente original pasa a llamarse Primer Vicepresidente. Además el presidente tendrá la facultad de nombrar cuantos Vicepresidentes, además del Primer Vicepresidente, considere necesario.

- Artículo 230: Sobre el periodo presidencial. Se modifica de 6 a 7 años. Se retiran los límites para ser reelegido.

- Artículo 236: Sobre las atribuciones y obligaciones del Presidente de la República. Se actualiza según los artículos 16, 185, 318 y 321.

- Artículo 251: Sobre el Consejo de Estado. Se le otorga autonomía funcional.

- Artículo 252: Sobre la conformación del Consejo de Estado. Pasa a ser integrado por los máximos dirigentes de cada uno de los Poderes: Presidente de la República, Presidente de la Asamblea Nacional, Presidente del Tribunal Supremo de Justicia, Presidente del Poder Ciudadano y Presidente del Consejo Nacional Electoral.

- Artículo 300: Sobre la creación de empresas y otras entidades. Se actualiza según el artículo 158.

- Artículo 302: Sobre la exclusividad del Estado para reservarse las actividades de exploración y explotación de los hidrocarburos, además de las de recolección, transporte y almacenamiento iniciales de los mismos.

- Artículo 305: Sobre la producción de alimentos. el Estado podrá realizar expropiaciones si estas fueran necesarias para garantizar la seguridad y soberanía alimentaria.

- Artículo 307: Sobre el latifundio. Se prohíbe terminantemente el latifundio. Se cambia el gravamen de las tierras ociosas por la transferencia de esas tierras a la propiedad del Estado o de cualquier otro ente que sea capaz de hacer productiva la tierra. Se pena con confiscación la utilización de tierras para la producción de drogas, la trata de personas, la destrucción del medio ambiente o los delitos contra la seguridad de la nación.

- Artículo 318: Sobre el Banco Central de Venezuela. Deja de ser autónomo y se supedita al Poder Ejecutivo.

- Artículo 320: Sobre la estabilidad económica. Se actualiza según el artículo 318.

- Artículo 321: Sobre las reservas internacionales. Pasan a ser administradas por el presidente de la República mediante coordinación con el Banco Central de Venezuela.

- Artículo 328: Sobre la Fuerza Armada Nacional. Pasa a llamarse Fuerza Armada Bolivariana y se define como patriótica, popular y antiimperialista.

- Artículo 329: Sobre los cuerpos de la Fuerza Armada. La Fuerza Armada pasa de tener, además del Ejército, la Armada, la Aviación y la Guardia Nacional, un nuevo cuerpo llamado Milicia Nacional Bolivariana en reemplazo de la Reserva Militar.

### Propuesta elaborada por la Asamblea Nacional de Venezuela
- Artículo 21: Sobre la igualdad ante la ley. Añade la prohibición de discriminar según género, edad, salud, orientación política o sexual.

- Artículo 64: Sobre los derechos políticos. La edad mínima para votar se reduce de los 18 hasta los 16.

- Artículo 71: Sobre los referendos consultivos. Se sube el porcentaje necesario para realizar un referendo consultivo hasta el 20% de los electores inscritos. Se prohíbe la realización de referendos consultivos para temas que estén regulados directamente por la constitución.

- Artículo 72: Sobre los referendos revocatorios. Se aumenta el mínimo necesario de electores para abrir un referendo revocatorio hasta un mínimo del 30% de los electores inscritos.

- Artículo 73: Sobre los referendos para la aprobación de leyes. Se reducen los requisitos para que la Asamblea Nacional pueda abrir un referendo sobre un proyecto de ley.

- Artículo 74: Sobre los referendos para abrogar leyes. Se aumenta los requisitos mínimos para abrir un referendo sobre la abrogación de una ley del 10% al 30%.

- Artículo 82: Sobre el derecho a la vivienda. El Estado protegerá la vivienda principal y no se permitirán medidas ejecutivas o preventivas de carácter judicial.

- Artículo 98: Sobre la creación cultural. Se reemplaza la protección de la propiedad intelectual por el reconocimiento del derecho de todos los ciudadanos a participar y disfrutar libremente de la cultura y del progreso científico y tecnológico.

- Artículo 103: Sobre el derecho a la educación. Se añade una mención a los principios humanísticos del socialismo bolivariano.

- Artículo 109: Sobre la autonomía universitaria. Se reconoce a los trabajadores como integrantes con plenos derechos de la comunidad universitaria. Se garantiza el voto paritario entre estudiantes, profesores y trabajadores.

- Artículo 152: Sobre las relaciones exteriores. Orienta la política exterior hacia la construcción de un mundo pluripolar y crea el Servicio Exterior.

- Artículo 153: Sobre la integración latinoamericana. Añade la promoción de la construcción de una confederación latinoamericana.

- Artículo 157: Sobre la atribución de competencias nacionales. Se adecúa al artículo 158.

- Artículo 163: Sobre las contralorías estadales. Se le retira la autonomía a las contralorías estadales y las subordina a la Contraloría General de la República. Incluye al Poder Popular en el proceso de selección de los contralores estadales.

- Artículo 164: Sobre la competencia de los estados. Cambia el nombre de la constitución de los estados a estatuto. Actualiza según el artículo 156.

- Artículo 173: Sobre entidades locales dentro del municipio. Elimina la figura de las parroquias.

- Artículo 176: Sobre la contraloría municipal. Actualiza según el artículo 163.

- Artículo 191: Sobre la exclusividad de los diputados de la Asamblea Nacional. le permite a los diputados desincorporarse temporalmente de la Asamblea Nacional en el caso de ejercer cargos en el Poder Ejecutivo, pudiendo reincorporarse cuando abandonen el cargo mencionado.

- Artículo 264: Sobre la elección de magistrados del Tribunal Supremo de Justicia. Los magistrados serán elegidos mediante la formación de una terna seleccionada por una comisión de la Asamblea Nacional y representantes del Poder Popular. Luego la Asamblea Nacional escogerá a los titulares y suplentes mediante mayoría simple.

- Artículo 265: Sobre la remoción de magistrados del Tribunal Supremo de Justicia. Se reducen los requisitos para remover un magistrado de unas 2/3 partes de la Asamblea Nacional a una mayoría simple.

- Artículo 266: Sobre atribuciones del Tribunal Supremo de Justicia. Se añade como función el declarar si hay mérito de enjuiciamiento para los rectores del Consejo Nacional Electoral, Generales y Almirantes del Alto Mando Militar y los jefes de Misiones Diplomáticas.

- Artículo 272: Sobre el sistema penitenciario. Centraliza los establecimientos penitenciarios.

- Artículo 279: Sobre la elección de ciudadanos para ocupar cargos en el Poder Ciudadano. Se modifica de forma similar al artículo 264.

- Artículo 289: Sobre las atribuciones de la Contraloría General de la República. Se actualiza según el artículo 163.

- Artículo 293: Sobre las funciones del Poder Electoral. Retira de la constitución la obligatoriedad de la organización de las elecciones de los sindicatos por parte del CNE, aunque mantiene la posibilidad del asesoramiento para la realización de estas.

- Artículo 295: Sobre la designación de los rectores del Consejo Nacional Electoral. Se modifica de forma similar a los artículos 264 y 279.

- Artículo 296: Sobre la conformación del Consejo Nacional Electoral. La postulación de los candidatos al CNE pasa a ser responsabilidad de los Consejos del Poder Popular, sectores educativos y otros sectores sociales.

- Artículo 299: Sobre el régimen socioeconómico. Se modifican los fundamentos del régimen socioeconómico para estar basados en los principios socialistas, antiimperialistas y de cooperación.

- Artículo 301: Sobre la política comercial. Se actualiza según el artículo 115.

- Artículo 303: Sobre la propiedad exclusiva para el Estado de PDVSA. Elimina las excepciones a la imposibilidad de privatizar Petróleos de Venezuela S.A. y otros entes que desarrollen actividades reservadas.

- Artículo 337: Sobre los estados de excepción. Se retira el derecho a la información de las garantías que no pueden ser suspendidas o restringidas durante estados de excepción.

- Artículo 338: Sobre los estados de alerta. Se retiran los plazos máximos para los estados de alerta, de emergencia, de emergencia económica y de conmoción interior y exterior, siendo reemplazado por "durarán mientras se mantengan las causas que los motivaron".

- Artículo 339: Sobre el decreto de estado de excepción. Modifica la aprobación de los estados de excepción para que sea necesaria su aprobación solo por la Asamblea Nacional. Sólo el presidente de la República puede dejar sin efecto los estados de excepción.

- Artículo 341: Sobre las enmiendas. Aumenta el porcentaje necesario para activar la iniciativa de enmienda al 20% de los electores inscritos.

- Artículo 342: Sobre las reforma constitucional. Permite que puedan ser adicionados o suprimidos artículos de la constitución mediante una reforma constitucional.

- Artículo 348: Sobre la Asamblea Constituyente. Aumenta el porcentaje necesario para llamar a una Asamblea Constituyente al 30% de los electores inscritos.

## Pregunta y opciones
¿Aprueba usted el proyecto de Reforma Constitucional con sus Títulos, Capítulos, Disposiciones Transitorias, Derogatoria y Final; presentado en dos bloques y sancionado por la Asamblea Nacional, con la participación del pueblo y con base en la iniciativa del Presidente Hugo Chávez?
Bloque A
Artículos: 11, 16, 18, 64, 67, 70, 87, 90, 98, 100, 103, 112, 113, 115, 136, 141, 152, 153, 156, 157, 158, 167, 168, 184, 185, 225, 230, 236, 251, 252, 272, 299, 300, 301, 302, 303, 305, 307, 318, 320, 321, 328, 329, 341, 342, 348.
- SI
- NO

Bloque B
Artículos: 21, 71, 72, 73, 74, 82, 109, 163, 164, 173, 176, 191, 264, 265, 266, 279, 289, 293, 295, 296, 337, 338, 339.
- SI
- NO

## Encuestas y sondeos
| Encuestadora                                     | Fuente                                                   | Fecha de publicación     | SI    | NO    |
| ------------------------------------------------ | -------------------------------------------------------- | ------------------------ | ----- | ----- |
| Instituto Venezolano de Análisis de Datos        |                                                          | 12 de septiembre de 2007 | 40,6% | 22,5% |
| Hinterlaces                                      |                                                          | 5 de octubre de 2007     | 31%   | 41%   |
| Instituto Venezolano de Análisis de Datos (IVAD) |                                                          | 16 de noviembre de 2007  | 38,8% | 42,7% |
| Datos                                            |                                                          | 21 de noviembre de 2007  | 30%   | 41%   |
| Alfredo Keller & Asociados                       |                                                          | 23 de noviembre de 2007  | 31%   | 45%   |
| Datanálisis                                      |                                                          | 24 de noviembre de 2007  | 30,8% | 44,6% |
| Hinterlaces                                      | Archivado el 13 de diciembre de 2007 en Wayback Machine. | 26 de noviembre de 2007  | 38%   | 51%   |
| Mercanálisis                                     |                                                          | 27 de noviembre de 2007  | 37%   | 58%   |
| Consultores 30.11                                |                                                          | 28 de noviembre de 2007  | 56%   | 40%   |
| Hinterlaces                                      |                                                          | 29 de noviembre de 2007  | 37%   | 58%   |

Uno de los aspectos notorios de las campañas por el Sí y el No es lo que se conoce como la "guerra de las encuestas"/"guerra mediática de las encuestas" en la que cada bloque se atribuye la mayor aceptación en las encuestas, la veracidad de algunas empresas encuestadoras es cuestionada por algunos de los participantes en las opciones, ya que en pasados procesos electorales han alterado significativamente los números a su favor, especialmente al finalizar la campaña electoral.

### Septiembre
Una de las primeras encuestas, para el mes de septiembre, publicada por el Instituto Venezolano de Análisis Demográficos daba los siguientes resultados: un 40.6% votaría a favor de la propuesta de reforma constitucional, un 22.5% votaría en contra de la propuesta de reforma constitucional y 24% se abstendría de votar. Dicha encuesta señalaba también que un 11% estaba muy informado respecto a la reforma, un 49% estaba algo informado respecto a la reforma y un 38% no estaba nada informado respecto a la reforma.

### Octubre
Oscar Schemel, director de Hinterlaces, para el mes de octubre, pronosticó que un 31 por ciento estaba a favor del proyecto de reforma constitucional y 41 por ciento se posicionaba en contra de la misma. Asimismo, informó que cerca de un 70% de la población estaba "poco o nada informado" acerca de la reforma constitucional propuesta por el presidente Chávez.

### Noviembre
El mes de noviembre sucedió el gran cambio en las encuestas. Mercanálisis publicó una encuesta que señalaba que el NO lograría un 58% de los votos ante un 37% de intención de voto para la opción del SÍ. Asimismo, la abstención bajaría de un 34% a un 27%. Para el mismo mes, en Globovisión publicaron una información realizada por el IVAD de Félix Seijas que apuntó que el NO tendría una intención de voto del 42,7% y que el SÍ lograría un 38,8% de los sufragios, una bajada de unos dos puntos porcentuales con respecto a la última encuesta de la firma. La cifra de abstencionistas bajaba a un 26%.
La encuestadora Datos publicó unos sondeos para el mes de noviembre en la cual, la opción del "NO" alcanzaría un 41% mientras que el SÍ lograría un 30% de la intención de votos. Los resultados anteriores habrían otorgado al NO una intención de voto de apenas un 28% y al SÍ un 42%. La participación segura se situaba en un 60%.
Para finales de noviembre, Hinterlaces publicó una encuesta según la cual la reforma sería rechazada mayoritariamente por un 51% ante un 38% que la aprobaría, sin embargo, entre los que seguramente irían a votar tan solo un 46% votaría por el NO mientras que un 45% votaría por el SÍ. Esto significaría que ambas opciones se encontrarían en un empate técnico debido a la abstención. La última encuesta de Datanálisis pronosticó que la opción del NO lograría un 44,6% de la intención de voto ante un 30,8% del SÍ.
La firma Consultores 30.11 publicó el 28 de noviembre una encuesta en la cual el SÍ obtendría un 56% frente a un 40% que recibiría el NO.
A mediados de noviembre, la encuestadora Keller & Asociados, realizó una encuesta que dio los siguientes resultados: un 45% está en contra de la reforma constitucional, un 31% votaría a favor de la reforma y un 24% que para esa fecha no sabía por cual opción votar.
A finales de mes la encuestadora Hinterlaces volvió a publicar una de las últimas encuestas, realizada en 15 estados del país y en la que el NO tenía hasta 21 puntos porcentuales sobre la opción SI. La encuesta reveló que el 58% de los encuestados se inclina por el NO, frente a un 37% que votaría por el SI. Sin embargo, la distancia se reduce a solo 13 puntos de ventaja que mantiene el NO (55%), sobre el SI (42%) cuando la muestra se limita únicamente a las personas que aseguraron su asistencia a las urnas. La misma encuesta señaló que un 80% saldría a votar el 2 de diciembre, el 11% que probablemente iría a votar y el 6% dijo que no votará. Un importante encuestador venezolano anónimo dijo que "a medida que se reduzca la abstención, mayor será la votación por el NO".
El 26 de noviembre, Tibisay Lucena, Presidenta del CNE, declaró que no se permitiría la publicación de más encuestas por parte de los medios de comunicación, las cuales fueron prohibidas desde el lunes 26 hasta el día de las elecciones

## Sondeos preliminares
Sondeos preliminares y parciales, hechos supuestamente por las empresas PLM Consultores, Datanálisis y el Instituto Venezolano de Análisis de Datos (IVAD), en horas de la tarde del día 2 de diciembre del 2007 exponían los resultados que se señalan abajo. Al respecto es preciso señalar que la agencia Reuters emitió un boletín el domingo 2 de diciembre antes de las siete de la noche en el que señalaba que el gobierno ganaba la consulta "según fuentes ligadas al gobierno". Este cable fue publicado en las páginas webs de diferentes diarios, entre ellos El País de España y la página BBC Mundo. La agencia aún no explica las razones por las cuales lanzó un cable con fuentes anónimas. La empresa Datanálisis informó que no hizo "exit poll" o encuestas a la salida de los centros de votación, razón por la cual los datos que se le atribuían y que fueron filtrados a varias agencias internacionales eran falsos.
PLM CONSULTORES
- Por el Sí: 54%
- Por el No: 46%

Datanálisis
- Por el Sí: 56%
- Por el No: 44%

Instituto Venezolano de Datos (IVAD)
- Por el Sí: 53%
- Por el No: 47%

Estos datos eran preliminares y estaban sujetos a modificaciones en la medida que se iban presentando nuevos estudios. Ninguno de los datos que se expusieron eran oficiales.
Datanálisis desmintió que hubiera emitido un boletín; las otras dos compañías de sondeo no se han pronunciado.

## Votaciones

### Voto en el extranjero
En ciudades como Miami (EE. UU.) el rechazo a la propuesta fue tanto, que el No llegó a tener el 98.6% de los votos. Mientras tanto, en la ciudad colombiana de Cúcuta muchos se quedaron sin votar debido al cierre de los puentes internacionales, sin embargo quienes estaban inscritos en el Consulado de Venezuela pudieron hacerlo sin problemas.

## Reacciones

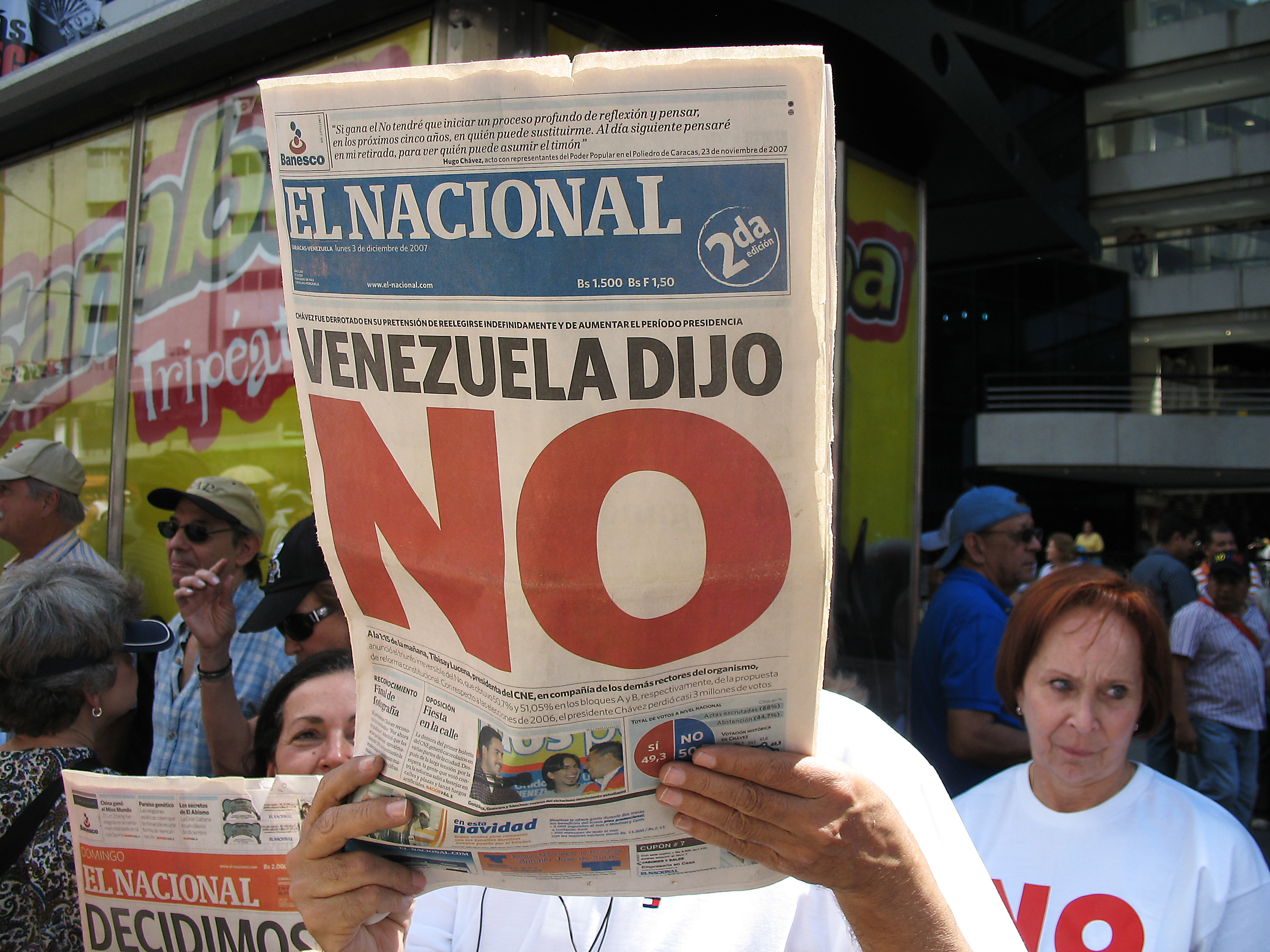
Un venezolano lee la portada del diario El Nacional tras los resultados del referéndum.

Debido a la expectativa para conocer los resultados del referendo se comenzaron a escuchar en algunos sectores del suroeste, centro y este de Caracas cacerolazos para presionar al CNE a emitir el primer boletín oficial, por otra parte los miembros del comando de campaña de la opción del No aguardaban a las afueras del ente electoral esperando los resultados, Ismael García quien anunció que ya se tenía más del 85% de las actas escrutadas y no se hacía ningún pronunciamiento, otros miembros del comando también reclamaron la lentitud del ente electoral, entre ellos Henrique Capriles, Andrés Velásquez, Enrique Márquez así como Raúl Isaías Baduel exigieron se dieran a conocer los resultados, entre las 12:40 a. m. y 1:00 a. m. se le impidió el paso de los miembros del No a la sala de totalización lo que empeoró la tensión en las afueras de la sede del Poder Electoral, minutos después a la 1:07 a. m. la rectora principal del CNE Tibisay Lucena pronunció el primer boletín con el 87% de las actas escrutadas. Posteriormente el rector principal del CNE Vicente Díaz — el único de los cinco rectores identificado abiertamente con la oposición— indicó que en todo momento hubo representantes acreditados de ambos bloques en la sala de totalización, y que la tardanza en dar el primer boletín se debió a un acuerdo al que habían llegado con ambos bloques antes del referéndum para dar los resultados con un mínimo del 90% de las actas escrutadas, acuerdo que finalmente no pudieron cumplir por diversos problemas técnicos, siendo el principal el pase a manual de varias mesas automatizadas.
Luego de conocerse el resultado miembros del partido Un Nuevo Tiempo señalaron la necesidad de la reconciliación nacional, Manuel Rosales dijo que desde ahora se debía iniciar un proceso de diálogo con Hugo Chávez y además propuso que los aspectos -que él considera- positivos del Proyecto sean aprobados, entre ellos el fondo social para los trabajadores de la economía informal. Leopoldo López se refirió a que era el momento de terminar con la división de los venezolanos y que desde el momento de los resultados se debía comenzar a trabajar para la inclusión, paz y la tolerancia.
Celebraciones de calle se efectuaron en los sectores de clases alta y media alta de la Gran Caracas, mientras que en el centro de la ciudad y algunos sectores del oeste se escucharon gritos, cacerolas y música como celebración de la victoria del No, dada la victoria de esta tendencia en sectores populares como Catia, La Vega y Caricuao.
Algunos diarios nacionales como El Mundo destacaron con su titular principal El chavismo castigó la reforma, ello ante la ausencia de 3 millones de votantes que en la elección presidencial de 2006 habían votado a favor de Hugo Chávez, además del apoyo a la opción del No por parte de personas ligadas al "chavismo" como el partido Por la Democracia Social (PODEMOS), Raúl Isaías Baduel (exministro) y Marisabel Rodríguez (ex primera dama de la República y exconstituyente).

### Reconocimiento de resultados
Apenas emitido el resultado parcial oficial, el presidente Hugo Chávez reconoció la victoria del No
El presidente venezolano pese a reconocer su derrota también dijo: No retiro ni una sola coma de esta propuesta, esta propuesta sigue viva, ya que anunció que seguirían trabajando en favor del proyecto de reforma constitucional y calificando la victoria opositora de ser una "una victoria de mierda"
Más tarde, ese mismo día, declaró que consideraba que tal vez Venezuela todavía no estaba madura para el socialismo, refirió "Quizás no estamos maduros para empezar un proyecto socialista, sin temores. No estamos listos todavía para emprender un Gobierno abiertamente socialista". También declaró que "la abstención nos derrotó", resaltando el hecho de que a pesar de que tres millones de personas decidieron no apoyarlo de nuevo en este referendo, tampoco apoyaron a la oposición.
Este reconocimiento quedó desvirtuado por las propias acciones políticas emprendidas por Chávez y su partido, cuando llevaron adelante la mayoría de las propuestas rechazadas en el referéndum mediante la aprobación de leyes por decreto, las cuales fueron rechazadas por la mayoría opositora como inconstitucionales.

Poco después, diversas agencias de noticias anunciaron que Chávez habría reconocido la victoria por supuestas presiones de varios altos oficiales del Ejército Venezolano. Chávez salió a desmentir estas afirmaciones, indicando que él no era presionable y que varios militares lo que le habrían pedido era que esperara al recuento de todos los votos por si el Sí remontaba al No, consejo que prefirió rechazar pues la "victoria pírrica más bien hubiese sido catastrófica". También aseguró que se presentará de nuevo la propuesta, ya sea "transformada o simplificada". La constitución venezolana prohíbe que una propuesta de reforma que haya sido rechazada vuelva a ser presentada en un mismo período constitucional, lo cual es interpretado de forma distinta por el gobierno y la oposición, según los primeros el presidente no puede promover nuevamente una iniciativa de reforma durante el actual periodo pero sí pueden hacerlo un 15% de los electores o la Asamblea Nacional —las otras vías para proponer una reforma según el artículo 342 de la constitución — mientras que los segundos interpretan que lo que prohíbe la constitución es presentar una reforma a los mismos artículos. El secretario general de la Organización de Estados Americanos OEA, José Miguel Insulza — quien tuvo varios desencuentros con el presidente venezolano — alabó la actitud de Chávez por el hecho de reconocer el resultado:
"de manera casi inmediata" lo cual provocó que por una parte cayeran "una cantidad de mitos" y por otra demostró que en Venezuela "hay una democracia que funciona". Además dijo "espero que sea un ejemplo para partidarios y adversarios (...) después las palabras se las llevó el viento; que todos se guíen por lo que hizo Chávez esa noche". Por otro lado le pidió al gobierno estadounidense reconocer "como todos que el proceso fue limpio y justo". Para finalizar indicó que los resultados del referendo "no significa necesariamente que haya bajado la popularidad de Chávez".
Otros dirigentes que han tenido conflictos con Chávez también decidieron felicitarlo. El presidente mexicano Felipe Calderón, dijo:
"mi reconocimiento al presidente Chávez porque se requiere desde luego un enorme valor para reconocer esos resultados a pesar de haber sido tan apretados, independientemente de que le hayan sido adversos". 
El presidente peruano Alan García dijo:
"sería mezquino negar que el presidente Chávez ha actuado democráticamente al someter su propuesta a la decisión del pueblo, y reconocer además la victoria de quienes se oponían a ella". El presidente  García precisó que "Venezuela ha dicho que quiere una democracia con alternancia, moderna, que acepte las inversiones del mundo y que ingrese al gran mercado mundial".